# Pufferbereich (Bodenkunde)
Pufferbereiche im Boden sind chemische Puffersysteme, die den Säuregehalt des Bodens regulieren.
In (mitteleuropäischen) Böden ist aufgrund des humiden Klimas mehr Niederschlagswasser vorhanden, als es verdunstet (Evapotranspiration).
Das überschüssige Wasser, das nicht im Boden gebunden wird, versickert ins Grundwasser, wird ausgewaschen und nimmt v. a. basisch wirksame Kationen mit. Verbunden mit natürlich sauren Niederschlägen, also auch ohne anthropogenen Einfluss, kann man (in Mitteleuropa) von einer natürlichen Tendenz zur Bodenversauerung sprechen.
Aus diesem Grund werden die Pufferfunktionen der Böden vor allem in der Abschwächung von sauren Einträgen betrachtet.
Puffer im Boden sind organische und anorganische Verbindungen, die H+-Ionen aufnehmen können, und damit eine saure Reaktion oder einen sauren Eintrag abschwächen.
Es sind folgende fünf Pufferbereiche definiert:
| Pufferbereich             | pH-Werte                                                                 | Pufferkapazität            | Nährstoffverhältnisse                          | Bemerkung                                 |
| ------------------------- | ------------------------------------------------------------------------ | -------------------------- | ---------------------------------------------- | ----------------------------------------- |
| Carbonat-Pufferbereich    | 6,2 bis 8,6; „neutral“                                                   | 150 kmol H+ per 1 % CaO    | Ca2+-, HCO3-Überschuss, K und Spurenelemente   | Anionenüberschuss (Phosphat-, Fe-Fällung) |
| Silikat-Pufferbereich     | 5,0 bis 6,2; „schwach sauer“                                             | 25 kmol H+ per 1 % Silikat | wenig Ca, Mg, K                                | Kationen-/Anionenverhältnis ausgeglichen  |
| Austauscher-Pufferbereich | 4,2 bis 5,0; „mäßig sauer“ abhängig von der Kationen-Austausch-Kapazität | 7 kmol H+ per 1 % Ton      | Auswaschung von Ca, Mg, K                      | Kationenüberschuss (Al)                   |
| Aluminium-Pufferbereich   | 3,0 bis 4,2; „stark sauer“                                               | 150 kmol H+ per 1 % Ton    | starke bis vollständige Kationenauswaschung    | Überschuss an Al3+ (Toxizität)            |
| Eisen-Pufferbereich       | < 3,0; „extrem sauer“                                                    | -                          | extremer Nährstoffmangel und Al-, Fe-Toxizität | Fe3+ und H+ vorherrschend                 |